# Pancorius dabanis
Pancorius dabanis är en spindelart som först beskrevs av Henry Roughton Hogg 1922.  Pancorius dabanis ingår i släktet Pancorius och familjen hoppspindlar. Inga underarter finns listade i Catalogue of Life.